# گویان فرانسه
گویان فرانسه (به فرانسوی: Guyane française) یکی از ناحیه‌های فرادریایی فرانسه در شمال آمریکای جنوبی در همسایگی کشورهای سورینام و برزیل و در جنوب دریای کارائیب است. گویان فرانسه از شرق و جنوب با برزیل و از غرب با سورینام هم‌مرز است. پایتخت این بخش کاین و زبان رسمی این کشور فرانسوی می‌باشد. جمعیت این کشور ۲۹۰٬۱۰۹ و مساحت آن ۸۳٬۵۳۴ کیلومتر مربع در حدود اندازهٔ امارات متحده عربی است.

## نام
گویان ریشه آمریکندی دارد و کلمه گویان به معنای آب فراوان می‌باشد. در برخی از موارد نام گویان فرانسه با کشور گویان اشتباه گرفته می‌شود.

## تاریخ
مهاجران فرانسوی که کمتر از صد سال پیش به گویان وارد شدند، پسوند فرانسه را به گویان اضافه نمودند.
اکثر ساکنان مهاجر اروپایی گویان فرانسه را مهاجران فرانسوی، اسپانیایی و هلندی‌تبار تشکیل می‌دهند.
ادارهٔ این منطقه در سال ۱۶۶۷ و به موجب پیمان بردا (Traité de dreda) به فرانسه سپرده شد. در سال ۱۹۴۷، گویان فرانسه به عنوان بخش ماوراء بحار فرانسه درآمد.
از آن زمان تاکنون بسیاری از بومیان، برای رسیدن به خودمختاری تلاش می‌کنند ولی این تلاش‌ها عملاً بی‌نتیجه بوده، گویان فرانسه فقط دارای ۵٪ استقلال نسبی است و در سایر موارد از دولت فرانسه تبعیت می‌کند.

## جغرافیا
گویان فرانسه از تمام کشورهای آمریکای جنوبی کوچکتر است؛ اما در میان کشورهای مستقل آمریکای جنوبی، سورینام کوچک‌ترین می‌باشد.

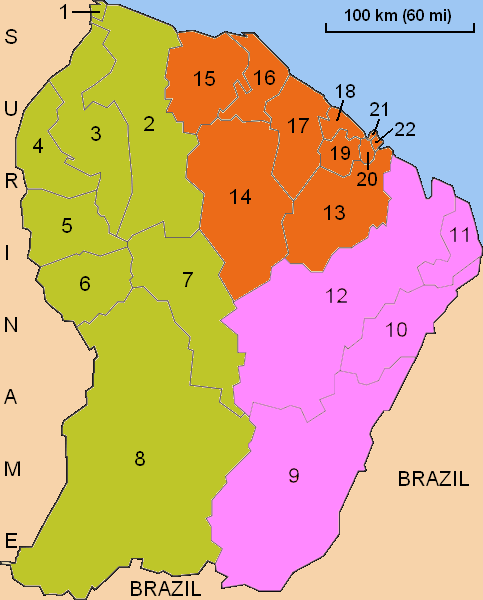
مناطق گویان فرانسه

## مرکز فضایی اروپا
در سال ۱۹۶۴، ژنرال دوگل تصمیم گرفت یک پایگاه فضایی در گویان ایجاد کند. هدف از این کار، جایگزینی پایگاه صحرا واقع در الجزایر در هماگویر بود. موقعیت دپارتمان دارای امتیاز است، نزدیک به خط استوا با شکاف گسترده‌ای به اقیانوس.
مرکز فضایی گویان، از زمان اولین موشک‌های "Véronique"، طی سال‌های گذشته رشد چشمگیری داشته‌است. فرودگاه فضایی اروپا با پرتاب‌هایی مانند Ariane 4 و Ariane 5، که موفقیت تجاری واقعی را در جهان ثابت می‌کنند، مرکز فضایی گویان همچنین در حال توسعه برنامه Vega و پایگاه پرتاب سایوز در Sinnamary است. تا سال ۲۰۲۱، گویان شاهد پرتاب موشک جدید Ariane 6 شد و پروژه ای که در سال ۲۰۱۴ توسعه یافته‌است.تلسکوپ جیمز وب از گویان فرانسه پرتاب شده است.

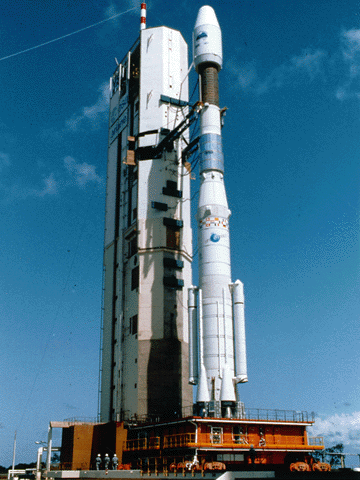

## زبان
زبان مادری مردم این کشور، فرانسوی است. البته زبانهای دیگری در این کشور تکلم می‌شوند از جمله کریول گویان، هندی کارائیبی، هلندی، کریول هائیتی و…